# Toomas Leius
Toomas Leius (28. srpna 1941 Tallinn – 7. února 2025 ) byl estonský tenista, který reprezentoval Sovětský svaz. Vynikal promyšlenou taktickou hrou, která mu vynesla přezdívku „Účetní“.
Již v šestnácti letech postoupil do semifinále mistrovství Estonska a stal se nejmladším držitelem titulu mistra sportu. V roce 1959 vyhrál dvouhru juniorů na Wimbledonu jako první sovětský hráč v historii. Hrál také ve finále Queen's Club Championships 1964, na French Open 1965 postoupil do čtvrtfinále, kde se měl utkat s Jihoafričanem Cliffem Drysdalem, k zápasu však nenastoupil, protože sovětští sportovci měli zakázáno hrát s reprezentanty státu, kde platily zákony apartheidu.
V roce 1971 postoupil spolu s britskou tenistkou Winnie Shawovou do finále smíšené čtyřhry na French Open. Devět let hrál za sovětskou daviscupovou reprezentaci, vyhrál Spartakiádu národů SSSR 1963, získal 23 titulů mistra Estonska a deset titulů mistra SSSR. Studoval sportovní pedagogiku na Tallinna Ülikool, na Univerziádě 1970 získal zlatou medaili ve smíšené čtyřhře s Tiu Parmasovou a stříbro ve dvouhře i v mužské čtyřhře s Anatolijem Volkovem. V letech 1961, 1963 a 1965 byl vyhlášen estonským sportovcem roku.
Dne 12. května 1974 uškrtil svoji druhou manželku, varietní tanečnici Ene Leiusovou, která mu byla nevěrná. Byl odsouzen k osmi letům vězení, z nichž si odseděl tři roky. Po propuštění působil jako tenisový trenér v Uzbekistánu a Gruzii, po rozpadu SSSR odešel na Západ. Krátce také vedl fedcupový tým Estonska.